# Smithfield (Utah)
Smithfield is een plaats (city) in de Amerikaanse staat Utah, en valt bestuurlijk gezien onder Cache County.

## Demografie
Bij de volkstelling in 2000 werd het aantal inwoners vastgesteld op 7261.
In 2006 is het aantal inwoners door het United States Census Bureau geschat op 7455, een stijging van 194 (2,7%).

## Geografie
Volgens het United States Census Bureau beslaat de plaats een oppervlakte van
11,2 km², geheel bestaande uit land. Smithfield ligt op ongeveer 1383 m boven zeeniveau.

## Plaatsen in de nabije omgeving
De onderstaande figuur toont nabijgelegen plaatsen in een straal van 12 km rond Smithfield.